# توموكي أكيموتو
توموكي أكيموتو (باليابانية: 池元 友樹) (مواليد 27 مارس 1985)، هو لاعب كرة قدم ياباني سابق كان يلعب كمهاجم.

## وصلات خارجية
- توموكي أكيموتو على موقع رابطة كرة القدم اليابانية للمحترفين (اليابانية)
- توموكي أكيموتو على موقع قاعدة بيانات كرة القدم.إي يو (الإنجليزية)
- توموكي أكيموتو على موقع Soccerway.com (الإنجليزية)
- توموكي أكيموتو على موقع عالم كرة القدم.نت (الإنجليزية)